# Utelešeno zlo
Utelešeno zlo (izviren angleški naslov: The Boy) je ameriško-kitajska psihološka grozljivka iz leta 2016, delo režiserja Williama Brent Bella in scenarista Staceya Meneara. V filmu igrata Lauren Cohan in Rupert Evans. Snemanje se je začelo 10. marca 2015 v Victorii, v Britanski Kolumbiji. Film je izdala distribucija STX Entertainment, 22. januarja 2016.

## Vsebina
Greta Evans je mlada ženska iz Montane, ki se zaposli kot varuška pri družini Heelshire. Ko prispe na posestvo Heelshirovih v Združenem kraljestvu, spozna dostavljalca Malcolma in g. in go. Heelshire. Heelshirova ji pokažeta porcelanasto lutko, ki jo imenujeta Brahms in z njo ravnata kot s sinom. Zakonca podučita Greto o pravilih kako skrbeti za Brahmsa in se odpravita na počitnice.
Ker se Gerti zdi to smešno, ignorira vsa pravila. Njena sestra Sandy jo pokliče in ji pove, da skuša njen nasilni bivši mož ugotoviti, kje je.
Malcolm se ustavi ko pripelje dostavo in pove Gerti, da je pravi Brahms umrl pred dvajsetimi leti za svoj 8. rojstni dan. Malcolm se ponudi, da bo Gerti razkazal mesto in ona sprejme povabilo. Ko se pripravlja za zmenek, zasliši čudne zvoke in obtiči na podstrešju.
Od takrat naprej se začnejo dogajati čudne reči - po hodnikih je slišati otroške glasove, telefonski klici se prekinjajo, ter lutka izginja in se nato pojavi na nekem drugem mestu. Greto pokliče otroški glas in ji naroči naj začne upoštevati pravila, zato se Greta zaklene v sobo. Kasneje najde pred vrati sendvič, ki si ga ponavadi naredi sama. Medtem Heelshirova napišeta poslovilno pismo za Brahmsa in naredita samomor z utopitvijo.
Greta začne verjeti, da je v lutko ujet Brahmsov duh, zato začne upoštevati pravila. Ko Greta dokaže Malcolmu, da se lutka sama premika, ta postane zaskrbljen. Pove ji, da je bil pravi Brahms prijatelj z dekletom njegove starosti in nekega dne so jo našli v gozdu z razbito lobanjo. Preden je policija lahko izprašala Brahmsa, je Heelshirejeva hiša zgorela skupaj z njim. Malcolm svetuje Greti, da naj ne ostane v hiši, vendar se ona počuti dolžno skrbeti za Brahmsa.
Nek večer v Heelshirejevo hišo pride Cole, z namenom da odpelje Greto domov, če je treba tudi s silo. Ko Malcolm pripelje dostavo, se odloči da bo ostal v bližini. Ko spravi Brahmsa spat, ga Greta prosi za pomoč. Cole se zbudi in opazi sporočilo napisano s krvjo, da naj odide. Ker verjame, da je to napisala Gerta ali Malcolm, Cole iz jeze vzame lutko in jo razbije.
Takrat se začne hiša tresti in luči začnejo utripati. Cole začne preiskovati ogledalo v sobi, ko se ogledalo razbije in ven pride odrasel moški, ki nosi porcelanasto masko podobno Brahmsu. Izkaže se, da je Brahms živel ves ta čas v zidovih hiše.
Brahms zabode Cola in ga ubije. Malcolm in Greta pobegneta na podstrešje, kjer najdeta Brahmsovo sobo in lutko, ki ima oblečena Gretina oblačila in njen nakit. Greta ugotovi, da so Heelshirovi najemali varuške za nekakšne žrtve. Brahms onesposobi Malcolma in grozi, da ga bo ubil, če se Greta ne bo vrnila nazaj.
Greta se oboroži z izvijačem in prepričuje Brahmsa, da nebo nikoli odšla in mu ukaže naj odide v posteljo. Brahms jo prosi za poljub za lahko noč, kar ona s težavo sprejme. Brahms se nato želi poljubljati z Gerto, vendar ga ona zabode. Po prerivanju, se Brahms nenadoma preneha premikati, Greta in Malcolm pa nato pobegneta iz posestva. V zadnjem prizoru se izkaže, da je Brahms še vedno živ.

## Igralci
- Lauren Cohan kot Greta Evans
- Rupert Evans kot Malcolm
- Jim Norton kot g. Heelshire
- Diana Hardcastle kot ga. Heelshire
- Ben Robson kot Cole
- Jett Klyne kot mlad Brahms Heelshire
- James Russell kot odrasel Brahms Heelshire
- Lily Pater kot Emily Cribbs
- Moeed kot MB